# シャールホロド
シャールホロド（ウクライナ語: Шаргород）はウクライナのヴィーンヌィツャ州シャールホロド地区にある都市。ムラーシカ川、コウバースナ川の河岸に位置する。都市の高さは海抜245 mである。面積は6.87 km²。人口は6,982人 (2022年1月1日)。
シャールホロドは1585年に創建された。1588年に自治権を獲得した。1985年に市制施行された。
市内ではヤオシェンカ駅がある。首都キエフまでの直線距離は256 kmであるが、鉄道で288 km、車道で325 kmとなっている。州庁所在地までの直線距離は60 km、鉄道で67 km、車道で96.5 kmとなっている。シャールホロドの日は、5月28日となっている。